# Garceno (Texas)
Garceno es un lugar designado por el censo ubicado en el condado de Starr, Texas, Estados Unidos. Según el censo de 2020, tiene una población de 440 habitantes.

## Toponimia
Toma su nombre del rancho Garceño, fundado por Nicolás de los Santos Coy. Deriva del apellido español Garza y el sufijo -eño que denota pertenencia, lo cual era común al nombrar los ranchos del sur de Texas.

## Geografía
Está ubicado en las coordenadas 26°24′44″N 98°56′26″O / 26.41222, -98.94056. Según la Oficina del Censo de los Estados Unidos, tiene una superficie total de 0.6 km², correspondientes en su totalidad a tierra firme.

## Demografía
Según el censo de 2020, hay 440 personas residiendo en la zona. La densidad de población es de 733 hab./km². El 37.95% de los habitantes son blancos, el 0.45% son amerindios, el 20.91% son de otras razas y el 40.68% son de una mezcla de razas. Del total de la población, el 98.18% son hispanos o latinos de cualquier raza.